# Гиричек, Гордан
Гордан Гиричек (хорв. Gordan Giriček, род. 20 июня 1977 года) — хорватский профессиональный баскетболист, выступавший на позициях атакующего защитника и лёгкого форварда. За 18 лет профессиональной карьеры Гиричек успел поиграть в Национальной баскетбольной ассоциации за клубы «Мемфис Гриззлис», «Орландо Мэджик», «Юта Джаз», «Филадельфия-76», «Финикс Санз», а также в ряде европейских чемпионатах.

## Выступление в НБА

### Мемфис Гриззлис
Гиричек приехал в США в 2002 году. В своём дебютном матче за «Мемфис Гриззлис» он набрал 29 очков.

### Орландо Мэджик
В сезоне 2002/03 он был обменян вместе с Дрю Гуденом в «Орландо Мэджик» на Майка Миллера, Райана Хэмпфри и будущие выборы в первом и втором раунде на драфте. По итогам сезона он был выбран во вторую сборную новичков. В сезоне 2003/04 он был обменян в «Юту Джаз» на Дешона Стивенсона и право выбора во втором раунде на драфте.

### Юта Джаз
В «Джаз» Гиричек в основном выходил на замены и лишь изредка появлялся в стартовой пятерке. 26 декабря 2007 года он был обменян в «Филадельфию 76» на Кайла Корвера и выбор в первом раунде.

### Филадельфия 76
29 февраля 2008 года «Филадельфия 76» отказалась от него. Всего он провёл в клубе около двух месяцев и выходил на площадку в 12 играх.

### Финикс Санз
4 марта «Санз» подписали Гиричека на оставшуюся часть сезона.

## Выступления за национальную сборную
Гиричек выступал за национальную сборную Хорватии по баскетболу. Вместе с командой он участвовал в пяти чемпионатах Европы в 1997, 1999, 2001, 2003 и 2005 годах.

## Статистика

### Статистика в НБА
| Сезон                                                                                    | Команда     | Регулярный сезон | Регулярный сезон | Регулярный сезон | Регулярный сезон | Регулярный сезон | Регулярный сезон | Регулярный сезон | Регулярный сезон | Регулярный сезон | Регулярный сезон | Регулярный сезон | Серия плей-офф | Серия плей-офф | Серия плей-офф | Серия плей-офф | Серия плей-офф | Серия плей-офф | Серия плей-офф | Серия плей-офф | Серия плей-офф | Серия плей-офф | Серия плей-офф |
| Сезон                                                                                    | Команда     | GP               | GS               | MPG              | FG%              | 3P%              | FT%              | RPG              | APG              | SPG              | BPG              | PPG              | GP             | GS             | MPG            | FG%            | 3P%            | FT%            | RPG            | APG            | SPG            | BPG            | PPG            |
| ---------------------------------------------------------------------------------------- | ----------- | ---------------- | ---------------- | ---------------- | ---------------- | ---------------- | ---------------- | ---------------- | ---------------- | ---------------- | ---------------- | ---------------- | -------------- | -------------- | -------------- | -------------- | -------------- | -------------- | -------------- | -------------- | -------------- | -------------- | -------------- |
| 2002/03                                                                                  | Мемфис      | 49               | 35               | 24,2             | 43,3             | 35,4             | 82,2             | 2,2              | 1,4              | 0,4              | 0,1              | 11,2             | Не участвовал  | Не участвовал  | Не участвовал  | Не участвовал  | Не участвовал  | Не участвовал  | Не участвовал  | Не участвовал  | Не участвовал  | Не участвовал  | Не участвовал  |
| 2002/03                                                                                  | Орландо     | 27               | 27               | 35,6             | 44,0             | 32,8             | 81,6             | 4,8              | 2,5              | 1,1              | 0,1              | 14,3             | 7              | 7              | 31,9           | 46,4           | 33,3           | 81,8           | 3,1            | 1,0            | 0,3            | 0,1            | 9,4            |
| 2003/04                                                                                  | Орландо     | 48               | 25               | 29,9             | 44,0             | 40,7             | 82,7             | 3,4              | 1,7              | 0,9              | 0,2              | 10,2             | Не участвовал  | Не участвовал  | Не участвовал  | Не участвовал  | Не участвовал  | Не участвовал  | Не участвовал  | Не участвовал  | Не участвовал  | Не участвовал  | Не участвовал  |
| 2003/04                                                                                  | Юта         | 25               | 18               | 24,2             | 43,1             | 35,9             | 88,3             | 2,5              | 1,7              | 0,6              | 0,2              | 13,5             | Не участвовал  | Не участвовал  | Не участвовал  | Не участвовал  | Не участвовал  | Не участвовал  | Не участвовал  | Не участвовал  | Не участвовал  | Не участвовал  | Не участвовал  |
| 2004/05                                                                                  | Юта         | 81               | 44               | 20,5             | 44,8             | 36,2             | 81,0             | 2,2              | 1,7              | 0,6              | 0,1              | 8,8              | Не участвовал  | Не участвовал  | Не участвовал  | Не участвовал  | Не участвовал  | Не участвовал  | Не участвовал  | Не участвовал  | Не участвовал  | Не участвовал  | Не участвовал  |
| 2005/06                                                                                  | Юта         | 37               | 36               | 25,8             | 43,3             | 30,5             | 75,4             | 1,9              | 1,7              | 0,4              | 0,1              | 10,6             | Не участвовал  | Не участвовал  | Не участвовал  | Не участвовал  | Не участвовал  | Не участвовал  | Не участвовал  | Не участвовал  | Не участвовал  | Не участвовал  | Не участвовал  |
| 2006/07                                                                                  | Юта         | 61               | 6                | 19,5             | 46,2             | 42,6             | 81,6             | 2,1              | 1,0              | 0,5              | 0,1              | 7,8              | 17             | 3              | 18,0           | 41,8           | 53,8           | 87,5           | 1,6            | 1,0            | 0,2            | 0,1            | 6,1            |
| 2007/08                                                                                  | Юта         | 22               | 0                | 12,7             | 40,2             | 35,3             | 100,0            | 1,4              | 0,7              | 0,6              | 0,0              | 4,3              | Не участвовал  | Не участвовал  | Не участвовал  | Не участвовал  | Не участвовал  | Не участвовал  | Не участвовал  | Не участвовал  | Не участвовал  | Не участвовал  | Не участвовал  |
| 2007/08                                                                                  | Филадельфия | 12               | 0                | 9,1              | 31,7             | 33,3             | 75,0             | 1,2              | 0,9              | 0,3              | 0,1              | 3,1              | Не участвовал  | Не участвовал  | Не участвовал  | Не участвовал  | Не участвовал  | Не участвовал  | Не участвовал  | Не участвовал  | Не участвовал  | Не участвовал  | Не участвовал  |
| 2007/08                                                                                  | Финикс      | 22               | 0                | 20,1             | 49,7             | 38,0             | 94,1             | 2,3              | 1,6              | 0,4              | 0,1              | 8,8              | 5              | 0              | 16,0           | 33,3           | 25,0           | 100,0          | 1,4            | 0,4            | 0,4            | 0,0            | 3,4            |
|                                                                                          | Всего       | 384              | 191              | 23,0             | 44,2             | 36,8             | 82,3             | 2,5              | 1,5              | 0,6              | 0,1              | 9,6              | 29             | 10             | 21,0           | 42,4           | 44,4           | 87,1           | 2,0            | 0,9            | 0,2            | 0,1            | 6,4            |
| Наведите курсор мыши на аббревиатуры в заголовке таблицы, чтобы прочесть их расшифровку. |             |                  |                  |                  |                  |                  |                  |                  |                  |                  |                  |                  |                |                |                |                |                |                |                |                |                |                |                |